# Si Euli
Der Si Euli ist ein Dolch aus Nias.

## Beschreibung
Der Si Euli hat eine gerade, einschneidige Klinge. Die Klinge ist vom Heft zum Ort gleich breit. Nur am Ortbereich wird die Klinge zur Schneide hin etwas breiter, um einen Vorsprung zu bilden. Die Schneide ist kurz vor dem Ort abgestuft, die Klinge wird danach schmaler und bildet den spitz gearbeiteten Ort. Das Heft besteht aus Holz und ist vor dem Knauf zur Schneidenseite hin abgebogen. Der Knauf ist scheibenförmig und in der Form eines stilisierten Gesichts geschnitzt. Zwischen der Klinge und dem Heft ist eine metallene, zylindrische Zwinge angebracht, die zur besseren Befestigung zwischen Klinge und Heft dient. Die Scheiden bestehen aus Holz und sind im Ortbetreich verziert und hervorstehend ausgeschnitzt. Das Heft ist mit Rattan umwickelt. Der Scheidenmund ist verbreitert und überstehend gearbeitet (siehe Bild Infobox). Der Si Euli wird von Ethnien aus Nias benutzt.